# Atresmedia
Atresmedia Corporación de Medios de Comunicación, S.A. (рус. Медиа-корпорация «Атресмедия»), ранее Grupo Antena 3   — испанская медиагруппа, присутствующая в сферах телевидения, радио и кинематографа. К существенным акционерам относятся Planeta DeAgostini и RTL Group.
6 марта 2013, Grupo Antena 3 была переименована в Atresmedia, таким образом Antena 3 de Television стала Atresmedia Television.

## Подразделения

### Телевидение
Atresmedia ведёт вещание нескольких каналов, через подразделение Atresmedia Television — Antena 3 и laSexta. В дополнение к этим каналам, Atresmedia Television вещает три других национальных каналов — Neox, Nova и Mega. До 5 мая 2014 года также вещали Xplora, Nitro, laSexta3. В декабре 2015 года, Atresmedia Television запустила Atreseries, национальный HD канал, центрированный на-фантастических сериалах.

### Радио
Atresmedia вещает три радиостанции через Atresmedia Radio — Onda Cero, Europa FM и Melodía FM.

### Фильмография
Atresmedia Cine является отделом, который отвечает за производство фильмового контента.

## Корпоратив

### Штаб
Корпоративная штаб-квартира Antena 3 находится на окраине Мадрида, в муниципалитете Сан-Себастьян-де-Лос-Рейес. Строительный комплекс охватывает 94 000 м2 (0,036 кв. миль).

### Председатели
- 1989—1992: Хавьер Годо
- 1992—1997: Антонио Асенсио
- 1997—2001: Хосе Мария Мас Просо
- 2001—2003: Энрике Альварес
- 2003—2015: Хосе Мануэль Лара Бош
- 2015-настоящее время: Хосе Креуерас

### Акции
Мажоритарные акционеры Atresmedia — Grupo Planeta-DeAgostini, S.L. (44.54 %) и UFA Film-und Fernseh GmbH (20.49 %).